# Penedo da Saudade

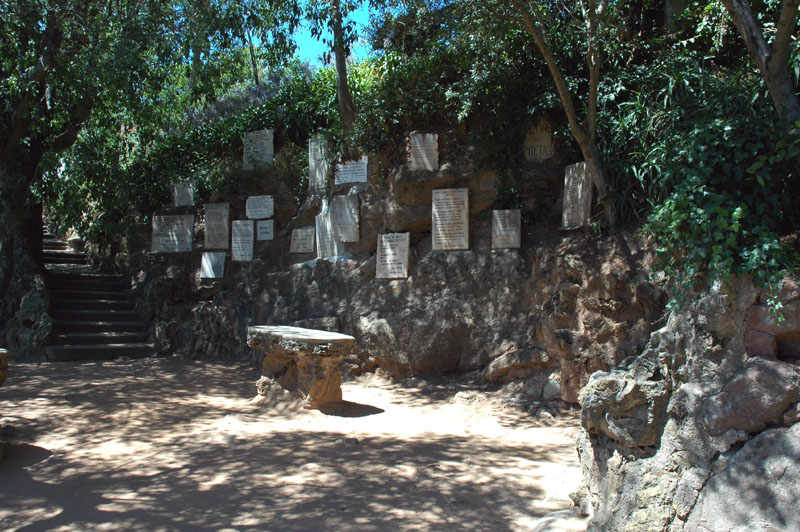
Penedo da Saudade (Retiro dos Poetas), Coimbra, Portugal.

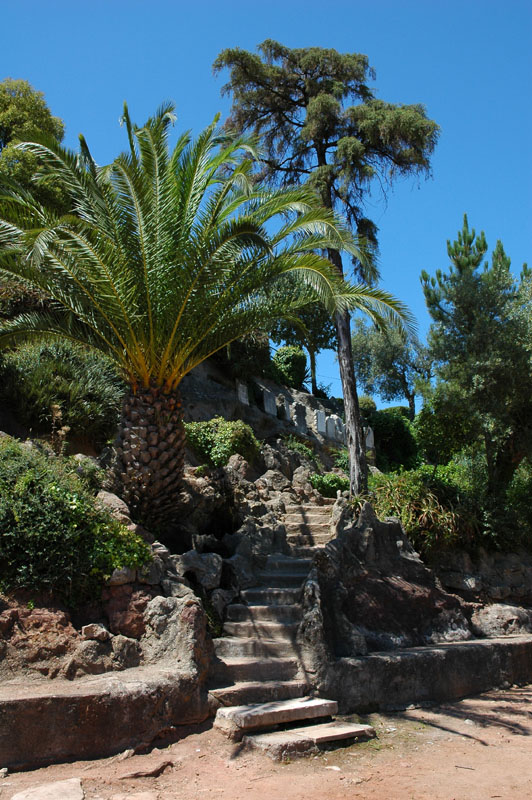
Penedo da Saudade, Coimbra, Portugal.

O Penedo da Saudade é um parque e miradouro da cidade de Coimbra, construído em 1849, de onde se avista a parte oriental da cidade até ao rio Mondego, a serra do Roxo e a serra da Lousã.
Ligado à cultura coimbrã e à sua academia, neste espaço pode encontrar entre uma vegetação diversificada, inúmeras placas comemorativas de eventos ligados à vida académica, além de poesias de alunos. A mais antiga data de 1855.
A "Sala dos Cursos" e o "Retiro dos Poetas" são dois espaços de visita obrigatória.

## Ampliação
Em junho de 2021, o Executivo da Câmara Municipal de Coimbra vai analisar e votar a aprovação do anteprojecto de ampliação do jardim do Penedo da Saudade, que prevê a criação de um parque urbano na encosta que se estende até à rua Infanta Dona Maria. O estudo prévio para esta intervenção, define como objectivo estratégico reforçar a utilização pública do espaço através da criação de novas áreas verdes, construção e reabilitação de caminhos, espécies vegetais, infraestruturas e mobiliário urbano. Esta obra conjuga-se com o projecto que a autarquia já aprovou para requalificar a entrada do Penedo da Saudade, pela avenida Marnoco e Sousa, através da criação de uma praça de recepção mais verde e de um quiosque com esplanada, para além da reconfiguração da via e do estacionamento rodoviário.

## Poemas e inscrições

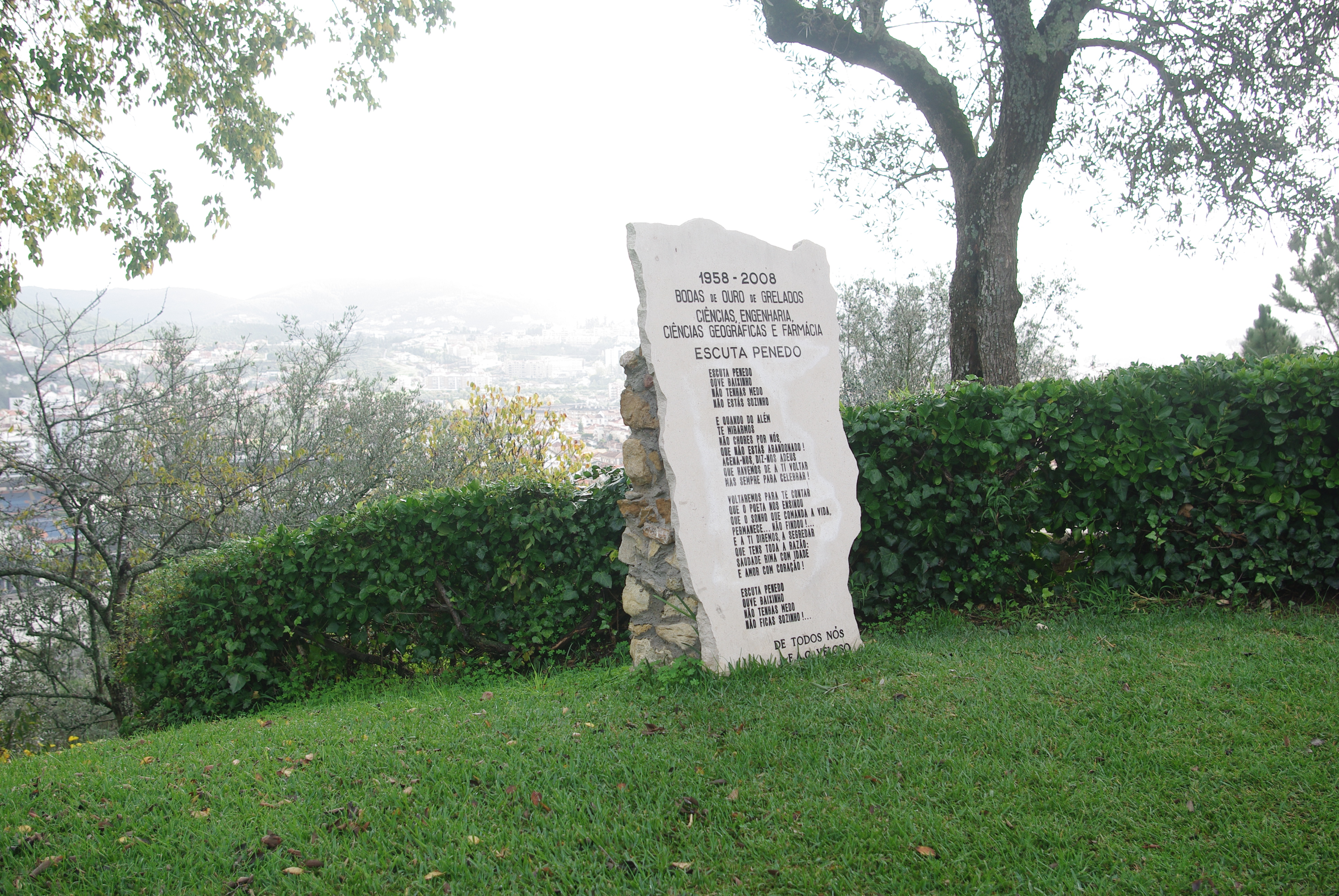
O poema Escuta Penedo

Espalhados pelo Penedo da Saudade, encontram-se inúmeros textos inscritos em pedras, onde se incluem poemas de amor e dedicatórias.
Um exemplo deste tipo de textos que se podem ler no parque é um poema assinado por F.A.C. Veloso, em nome de vários alunos de diversos cursos da Universidade de Coimbra e que tem como tema o próprio Penedo da Saudade:
Escuta Penedo,
Ouve baixinho,
Não tenhas medo
Não estás sozinho
E quando do além
Te mirarmos
Não chores por nós,
Que não estás abandonado!
Acena-nos, diz-nos adeus
Que havemos de a ti voltar
Mas sempre para celebrar!
Voltaremos para te contar
Que o poeta nos ensinou
Que o sonho comanda a vida
Permanece… Não findou!...
E a ti diremos, a segredar,
Que tens toda a razão:
Saudade rima com idade
E amor com coração!
Escuta Penedo,
Ouve baixinho,
Não tenhas medo
Não ficas sozinho!...
DE TODOS NÓS
F.A.C.Veloso
 Coimbra, Maio de 2008